# Итатиая (национальный парк)
Итатиая (порт. Parque Nacional do Itatiaia) — старейший национальный парк Бразилии. Парк основан 14 июня 1937 года на основании Федерального Декрета 1713, подписанного президентом Жетулиу Варгасом. В настоящее время площадь парка составляет около 300 кв. км. Парк расположен в гористой местности на стыке штатов Минас-Жерайс и Рио-де-Жанейро, на его территории находятся одни из самых высоких горных вершин Бразилии. Из-за этого парк обладает богатой и разнообразной флорой и фауной, а также отличается большим разнообразием климата.
Название «Итатиая» происходит из языка тупи, где означает «скалы с многими точками».
Национальный парк Итатиая находится в горной системе Серра-да-Мантикейра, высшая точка парка, Агульяс-Неграс, находится на высоте 2 878 м над уровнем моря.
Парк открыт для туристов и разделён на две территории, верхнюю и нижнюю. Въезд на нижнюю территорию находится непосредственно около города Итатиая. На нижней территории находится информационный центр с музеем. Верхняя территория не связана с нижней автомобильной дорогой, и доступна через другой въезд. С верхней территории начинается тропа для подъёма на Агульяс-Неграс.